# Sleep Warm
Sleep Warm – czwarty studyjny album muzyczny nagrany przez Deana Martina dla Capitol Records podczas trzech sesji muzycznych od 13 do 15 października 1958 roku z aranżacją Pete'a Kinga i orkiestrą pod dyrekcją Franka Sinatry.

## Utwory

### Strona pierwsza
| 1. | Sleep Warm                | 3:51  |
|    |                           |       |
| 2. | Hit the Road to Dreamland | 2:51  |
|    |                           |       |
| 3. | Dream                     | 3:20  |
|    |                           |       |
| 4. | Cuddle Up a Little Closer | 3:12  |
|    |                           |       |
| 5. | Sleepy Time Gal           | 2:51  |
|    |                           |       |
| 6. | Good Night Sweetheart     | 3:10  |
|    |                           |       |
|    |                           | 19:15 |
|    |                           |       |

### Strona druga
| 1. | All I Do Is Dream of You                                   | 2:46  |
|    |                                                            |       |
| 2. | Let's Put Out the Lights (And Go To Sleep)                 | 2:45  |
|    |                                                            |       |
| 3. | Dream a Little Dream of Me                                 | 3:16  |
|    |                                                            |       |
| 4. | Wrap Your Trouble in Dreams (And Dream Your Troubles Away) | 2:59  |
|    |                                                            |       |
| 5. | Goodnight, My Love                                         | 3:03  |
|    |                                                            |       |
| 6. | Brahms' Lullaby                                            | 3:00  |
|    |                                                            |       |
|    |                                                            | 17:49 |
|    |                                                            |       |